# Calyptothecium rhystotis
Calyptothecium rhystotis är en bladmossart som beskrevs av Brotherus 1906. Calyptothecium rhystotis ingår i släktet Calyptothecium och familjen Pterobryaceae. Inga underarter finns listade i Catalogue of Life.